# Ренді Форбс
Джеймс Ренді Форбс (англ. James Randy Forbes; нар. 17 лютого 1952, Чесапік, Вірджинія) — американський політик-республіканець, з 2001 р. представляє 4-й округ штату Вірджинія у Палаті представників США.
У 1974 р. отримав ступінь бакалавра в Коледжі Рендольф-Мейкон, а у 1977 р. — диплом юриста в Школі права Університету Вірджинії. Форбс був членом Палати делегатів Вірджинії з 1989 по 1997 рр. і Сенату штату з 1997 по 2001 рр. Він також очолював Республіканську партію Вірджинії з 1996 по 2001 рр.
Одружений, має чотирьох дітей.